# Betz-le-Château
Betz-le-Château ist eine französische Gemeinde im Département Indre-et-Loire in der Region Centre-Val de Loire. Sie gehört zum Kanton Descartes und zum Arrondissement Loches. 

## Lage
Betz-le-Château liegt am Ufer des Flusses Brignon.
Die Gemeinde grenzt im Nordwesten an Esves-le-Moutier, im Norden an Saint-Senoch, im Nordosten an Verneuil-sur-Indre, im Südosten an Saint-Flovier, im Südwesten an La Celle-Guenand und im Westen an Ferrière-Larçon.

## Bevölkerungsentwicklung
| Jahr      | 1962 | 1968 | 1975 | 1982 | 1990 | 1999 | 2008 | 2017 |
| --------- | ---- | ---- | ---- | ---- | ---- | ---- | ---- | ---- |
| Einwohner | 1121 | 1015 | 857  | 689  | 619  | 594  | 576  | 571  |

## Sehenswürdigkeiten
- Schloss „Château de Betz“ aus dem 14. Jahrhundert, seit 21. April 1937 Monument historique
- Kirche Saint-Étienne, schrittweise erbaut vom 12.–15. Jahrhundert